# باتريك بوخيجر
باتريك بوخيجر (بالألمانية: Patrick Puchegger) (4 مايو 1995 في النمسا - ) هو لاعب كرة قدم نمساوي في مركز الدفاع. شارك مع منتخب النمسا تحت 19 سنة لكرة القدم ومنتخب النمسا تحت 20 سنة لكرة القدم.

## وصلات خارجية
- باتريك بوشجر على موقع قاعدة بيانات كرة القدم.إي يو (الإنجليزية)
- باتريك بوشجر على موقع Soccerway.com (الإنجليزية)
- باتريك بوشجر على موقع عالم كرة القدم.نت (الإنجليزية)